# 帝驃僧

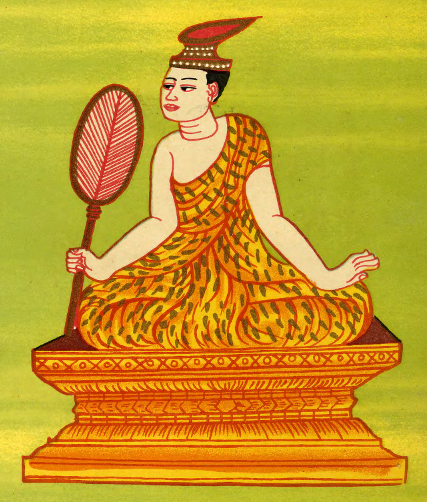
帝驃僧

帝驃僧（發音：[tʰí bjù sʰáʊɴ]）是37尊緬甸神靈之一，帝驃僧意為「白傘神」。他生前是緬甸蒲甘王朝國王混修恭驃，阿奴律陀之父，他被養子推翻並被強迫出家，卒於寺中。